# Festival de Coros da Universidade Portucalense
Festival de Coros da Universidade Portucalense ou FESCUP é um festival de Coros Académicos de Portugal.
Já contou com a presença de alguns conceituados Coros estrangeiros, bem como dos melhores Coros Académicos de Portugal.
Em 2007 foi a sua IV edição, contando com alguns Coros da Academia do Porto, bem como o Coro da Academia do Minho.